# Dennis Bovell

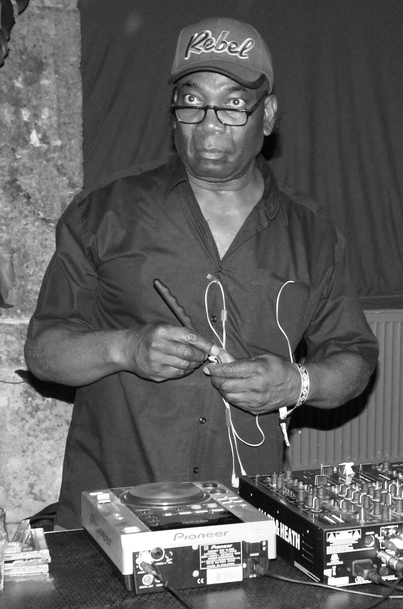
Dennis Bovell

Dennis Bovell MBE (* 22. Mai 1953 in Saint Peter) ist ein britischer Gitarrist, Bassist und Plattenproduzent.

## Leben
Dennis Bovell wurde 1953 in Barbados geboren und zog 1965 nach England, in den Süden Londons, wo seine Mutter lebte und sein Vater als Busfahrer arbeitete. Als Teenager gründete er seine eigene Reggae-Gruppe Matumbi und das Soundsystem Sufferer.
Nachdem Bovell am 13. Oktober 1974 in einem Club im Nordwesten Londons aufgelegt hatte und es zu einer handgreiflichen Auseinandersetzung zwischen einigen Gästen und der Polizei kam, beschuldigte man ihn, die Menge über das Mikrophon zum Angriff auf die Beamten angestachelt zu haben. Als sich Bovell später bei der Polizei meldete, begleitete ihn der Aktivist Rhodan Gordon. Dennoch wurde er verhaftet und vor Gericht gestellt. Zwei Verfahren gegen ihn zogen sich über neun Monate. Zeugen sagten zu seinen Gunsten aus, es sei an dem Abend in dem Club viel zu dunkel gewesen, irgendjemanden auf der Bühne zu identifizieren. Bovell wurde dennoch für schuldig befunden und verbrachte sechs Monate im Gefängnis, bevor er in einem Berufungsverfahren freigelassen wurde.
Im Laufe seiner Karriere produzierte er die Alben einer Vielzahl von Künstlern, darunter I-Roy, The Thompson Twins, Sharon Shannon, Alpha Blondy, Bananarama, Orange Juice, The Pop Group, The Slits und The Raincoats.